# Tolmount
Tolmount är ett berg i Storbritannien.   Det ligger i kommunen Angus och riksdelen Skottland, i den norra delen av landet, 600 km norr om huvudstaden London. Toppen på Tolmount är 958 meter över havet, eller 71 meter över den omgivande terrängen. Bredden vid basen är 1,1 km.
Terrängen runt Tolmount är huvudsakligen kuperad.Runt Tolmount är det glesbefolkat, med 12 invånare per kvadratkilometer. Närmaste större samhälle är Braemar, 12,8 km nordväst om Tolmount. Trakten runt Tolmount består i huvudsak av gräsmarker.